# لشانی (ناحیه بنشوف)
لشانی (به چکی: Lešany) یک منطقهٔ مسکونی در جمهوری چک است که در ناحیه بنشوو واقع شده‌است. لشانی ۱۴٫۴۹ کیلومتر مربع مساحت و ۷۱۶ نفر جمعیت دارد و ۳۱۸ متر بالاتر از سطح دریا واقع شده‌است.